# Сороки (Щирецька селищна громада)
Соро́ки, також Сороки Щирецькі — село в Україні, у Львівському районі Львівської області. Населення становить 98 осіб. Входить у склад  Щирецької селищної громади. У селі знаходиться храм Святих Бессрібників Косми та Дем'яна., будівля котрого (1804 рік забудови) занесена у перелік пам'яток архітектури місцевого значення.
На теренах села знайдені поклади сірки.

## Населення
За даним всеукраїнським переписом населення 2001 року, в селі мешкало 98 осіб. Мовний склад села був таким:
| Мова       | Число ос. | Відсоток |
| ---------- | --------- | -------- |
| українська | 98        | 100      |

## Історія
Село згадується 15 травня 1478 р.
У податковому реєстрі 1515 року в селі документується 2 попи (отже, тоді були 2 церкви) і 10 ланів (близько 250 га) оброблюваної землі та ще 5 ланів в оренді Грицька.

Згадка про Сороки за 2 березня 1531 р. знаходиться у Словнику географічному Королівства Польського. У 1880 році у селі було 59 будинків, в яких мешкало 254 особи: 218 греко-католиків, 16 римо-католиків, 21 єврей та 9 осіб інших вірувань, 231 українець, 32 німці, 1 поляк.

За даними 1921 року у селі було 79 будинків на 416 мешканців: 373  греко - католики, 33 римо - католики, 10 євреїв, 366 українів, 50 поляків .

Під час німецько-радянської війни у селі було оточено і вбито невідомого вояка УПА, котрий похований на місцевому цвинтарі. 1 жовтня 1951 року в селі в одній із хат загинули смертю героїв уродженець села — надрайонний референт пропаганди ОУН Городоччини Михайло Мочурад (псевдо «Савур») і його бойовий побратим, уродженець села Лани — Дмитро Онищак (псевдо «Явір»).  14 жовтня 2019 р. на Личаківському кладовищі Львова відбулося перепоховання їх останків.  Поховали Героїв на полі почесних поховань № 86-А.